# アインベッカー
アインベッカー醸造所（独：Einbecker Brauhaus AG）は、ドイツ・アインベックに本拠を置く、600年以上の歴史と伝統を持つビールメーカー。

## 概要・歴史
1250年頃から、アインベックでは一般家庭でビールの醸造が行われていた。14世紀には、ビール産業がアインベックの町にとり重要な産業となっていた。市民はビール醸造の権利を持ち、700もの醸造所が存在していた。2トンのアインベッカービールを販売した1378年の伝票が残っているという。
14世紀から15世紀にはブレーメンやハンブルク、デンマーク、アムステルダムなど各地にアインベックからビールが出荷されていた。ドイツのキリスト教宗教改革の主唱者として知られるマルティン・ルター（1483年-1546年）がアインベッカーを飲み、「人類にとって最も美味い飲み物はアインベッカービールと呼ばれている。」と賞賛したという記録（1521年）が残されている。
1612年、バイエルンの領主たちが、アインベックのマスターブルワーを雇い入れ、バイエルンではじまったラガー製法を取り入れて作ったのがボック (ビール)のはじまりと言われている。その語源は、アインベックが訛ってボックになったという説がある。商品名につけられたウルボックとは、元祖ボックという意味である。
17世紀の三十年戦争によって、アインベックの街は破壊され、各戸での醸造が困難になる。そのため市民による共同の醸造所が作られ、それが現在のアインベッカー醸造所になる。1967年にアインベッカー醸造所（独：Einbecker Brauhaus AG）という名前に変更する。
1851年以来続くボトルスタイルは、本物を志向するビール愛好家にアインベッカーのシンボルと同時に変わらない安心感を提供している。

## 商品ラインナップ
- Einbecker Brauherren Pils
- Einbecker Brauherren Alkoholfrei
- Einbecker Dunkel
- Eindecker Weihnachtsbier
- Einbecker Ur-Bock Dunkel
- Einbecker Ur-Bock Hell
- Einbecker Mai-Ur-Bock
- Einbecker Winter-Bock
- Einbecker Premium Pilsener
- Einbecker Landbier Spezial
- Einbecker Radler
- Einbecker Lemon